# Barvinok, Bilozerka
Barvinok (în ucraineană Барвінок) este un sat în comuna Kîselivka din raionul Bilozerka, regiunea Herson, Ucraina.

## Demografie
Componența lingvistică a localității Barvinok
     Ucraineană (94,49%)
     Rusă (3,15%)
     Română (2,36%)
Conform recensământului din 2001, majoritatea populației localității Barvinok era vorbitoare de ucraineană (94,49%), existând în minoritate și vorbitori de rusă (3,15%) și română (2,36%).